# Vester Egesborg Sogn
Vester Egesborg Sogn 

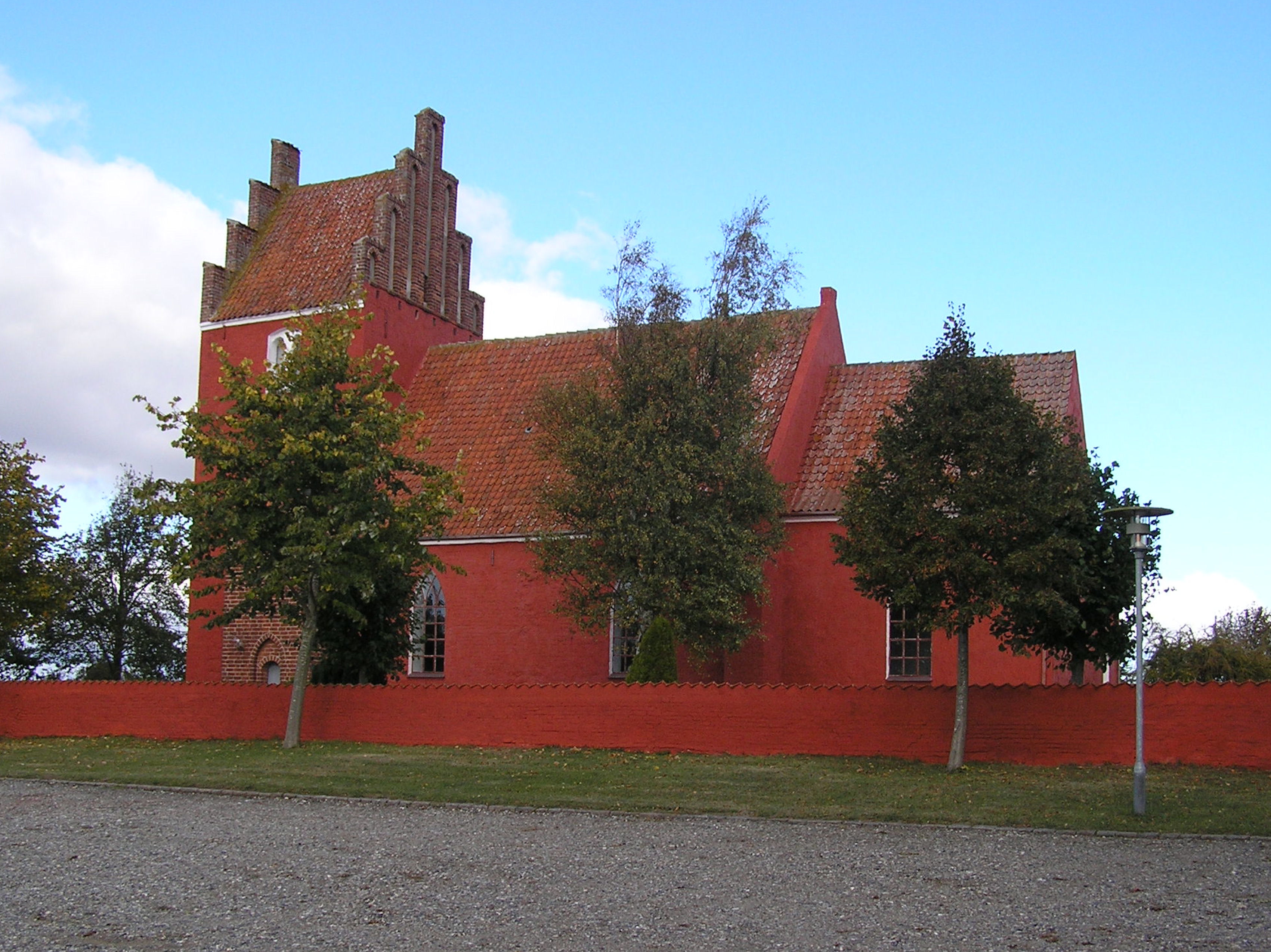
Vester Egesborg Kirke

ist eine Kirchspielsgemeinde (dän.: Sogn)
auf der Insel Sjælland im südlichen Dänemark.
Bis 1970 gehörte sie zur Harde Hammer Herred im damaligen Præstø Amt, danach zur Fladså Kommune im Storstrøms Amt, die im Zuge der  Kommunalreform zum 1. Januar 2007 in der Næstved Kommune in der Region Sjælland aufgegangen ist.
Im Kirchspiel leben 337 Einwohner (Stand: 1. Januar 2023).
Im Kirchspiel liegt die Kirche „Vester Egesborg Kirke“.
Nachbargemeinden sind  im Westen Vejlø Sogn, im Nordwesten Rønnebæk Sogn, im Nordosten Mogenstrup Sogn und im Osten Hammer Sogn.